# Águas Belas (Ferreira do Zêzere)
Águas Belas ist eine Gemeinde (Freguesia) im portugiesischen Kreis Ferreira do Zêzere. In ihr leben 1139 Einwohner (Stand 19. April 2021).